# Mepachymerus flavipalpis
Mepachymerus flavipalpis är en tvåvingeart som beskrevs av Curtis W. Sabrosky 1955. Mepachymerus flavipalpis ingår i släktet Mepachymerus och familjen fritflugor. Inga underarter finns listade i Catalogue of Life.